# 松田修平
松田 修平（まつだ しゅうへい、1992年9月1日 - ）は、日本の男性声優。賢プロダクション所属。神奈川県出身。

## 略歴
スクールデュオ14期卒業生。

## 人物
趣味は散歩、読書、音楽鑑賞。
好きな言葉は「前後際断」。好きな食べ物はちくわとしゅうまい。
ギターが弾ける。

## 出演
太字はメインキャラクター。

### テレビアニメ
2014年
- ガンダム Gのレコンギスタ（2014年 - 2015年、ジャハナムのパイロット、メカマン、通信兵）
- パックワールド（2014年 - 2015年、ゴーストウェイター、赤色トナカイB）
- ブラック・ブレット（我堂の部下）

2015年
- うしおととら（作業員B）
- ハイキュー!! セカンドシーズン（2015年 - 2016年、強羅昌己、飯坂信義、白石優希 他）

2016年
- アイカツ!（審査員）
- ガンダムビルドファイターズトライ アイランド・ウォーズ（研究員）
- ジョーカー・ゲーム（男）
- DAYS（青函監督）
- ビッグオーダー（所員A）
- ベルセルク（盗賊、騎士団員、侍従長、護衛の騎士、難民）
- 僕のヒーローアカデミア（2016年 - 2024年、バックドラフト、ブラドキング、お茶子の父、ムーンフィッシュ、ギャングオルカ / 逆俣空悟 他） - 7シリーズ
- マクロスΔ（アルファ小隊パイロット）

2017年
- 鬼平（賊A、清兵衛の弟、賊C、番人A、永倉亀三郎 他）
- 進撃の巨人（2017年 - 2023年、ケイジ、兵士、調査兵、住民、鎧の巨人、旅行者） - 6シリーズ
- アイカツスターズ!（機長）
- 神撃のバハムート VIRGIN SOUL（軍神）
- プリンセス・プリンシパル（兵士）
- いぬやしき（レントゲン技師、ヤンキー、ヤクザ、客、SAT隊員 他）
- 血界戦線 & BEYOND（異界の荒くれ者達）

2018年
- BEATLESS（男性議員、議員C、監督、人間役hIE）
- 新幹線変形ロボ シンカリオン（工事作業員、作業員、係員、市民）
- カードキャプターさくら クリアカード編（警備員）
- グランクレスト戦記（ソーラス）
- 銀河英雄伝説 Die Neue These 邂逅（参謀、フィッシャーの部下、将校、マン、士官）
- アンゴルモア 元寇合戦記（宗右馬次郎、庄ノ太郎入道）
- バキ（救急隊員）
- ジョジョの奇妙な冒険 黄金の風（少年B）
- イナズマイレブン オリオンの刻印（アス・タロト）

2019年
- レイトン ミステリー探偵社 〜カトリーのナゾトキファイル〜（ふくらはぎパンパンの男）
- 約束のネバーランド（アナウンス）
- 賢者の孫（受験生、カルロス＝ベイル、儀杖官、教官、農民 他）
- PSYCHO-PASS サイコパス 3（構成員）

2020年
- 恋とプロデューサー〜EVOL×LOVE〜（黒服）

2021年
- 呪術廻戦（藤沼〈弟〉）
- SDガンダムワールド ヒーローズ（悟空インパルスガンダム 剛猿形態、海賊）
- SCARLET NEXUS（信者）

2022年
- 平家物語（兵14）
- ふしぎ駄菓子屋 銭天堂（2022年 - 2024年、会社の同僚、客、祭りのスタッフ）
- もっと!まじめにふまじめ かいけつゾロリ（お供A）
- VAZZROCK THE ANIMATION（カメラマン）

2023年
- The Legend of Heroes 閃の軌跡 Northern War（副隊長）

2024年
- 異修羅（剣闘士）
- 凍牌〜裏レート麻雀闘牌録〜（組員）

2025年
- Aランクパーティを離脱した俺は、元教え子たちと迷宮深部を目指す。（冒険者B）
- アラフォー男の異世界通販（クロトン）
- クラシック★スターズ（VIP）

### 劇場アニメ
- 劇場版 黒子のバスケ LAST GAME（2017年、ザック）
- 映画 プリキュアミラクルユニバース（2019年、魔物）
- Gのレコンギスタ II ベルリ 撃進（2020年、メカニック）
- 僕のヒーローアカデミア THE MOVIE ワールド ヒーローズ ミッション（2021、ギャングオルカ）
- 鹿の王 ユナと約束の旅（2022年）
- 機動戦士ガンダム ククルス・ドアンの島（2022年、ザクパイロット）
- 劇場版ハイキュー!! ゴミ捨て場の決戦（2024年、強羅昌己）

### Webアニメ
- ポケモンジェネレーションズ（2016年、スムラ、アーティ[要出典]）
- バキ（2020年、救急隊員）
- バトルスピリッツ 赫盟のガレット / ミラージュ（2020年 - 2022年、黒服A、フォログラム音声、運転手、男、男B） - 2作品
- ニンジャラ シノビの里（2020年、里の者B）
- PLUTO（2023年、ホラー）

### ゲーム
2016年
- ハイキュー!! Cross team match!（強羅昌己）

2017年
- ファイアーエムブレム Echoes もうひとりの英雄王（カムイ）

2018年
- 進撃の巨人2（兵士、市民 他）
- 名探偵ピカチュウ

2019年
- 共闘ことばRPG コトダマン（鎧の巨人）
- 東京放課後サモナーズ（タケマル）
- ポケモンマスターズ
- ドラゴンクエストX いばらの巫女と滅びの神 オンライン（オウトウ、ギャラン）
- SDガンダム GGENERATION CROSSRAYS（一般兵ボイス〈荒くれ者A〉）

2020年
- 僕のヒーローアカデミア One's Justice 2（ギャングオルカ）
- ファイナルファンタジーVII リメイク
- 遙かなる時空の中で7（織田信忠）
- キャプテン翼 RISE OF NEW CHAMPIONS

2021年
- グランブルーファンタジー（2021年 - 2022年、ランタナ、ファリス）

2022年
- ファイアーエムブレム ヒーローズ（カムイ）
- タクティクスオウガ リボーン（オルゲウ）

2023年
- 帰ってきた 名探偵ピカチュウ

2024年
- 龍が如く8（ドワイト・メンデス）
- ファイナルファンタジーVII リバース

### 吹き替え

#### 担当俳優
ジョー・キーリー
- ストレンジャー・シングス（スティーブ・ハリントン）
- スプリー（カート・カンクル）

カラム・ターナー
- ザ・キャプチャー　歪められた真実（ショーン・エメリー）
- 愛しい人から最後の手紙（アンソニー・オヘア）

イコ・ウワイス
- 五行の刺客（カイ・ジン）
- わが拳に復讐を（カイ・ジン）

#### 映画
- インフィニット（ルドルフ）
- インデペンデンス・デイ2017
- SPF-18
- オペレーション：レッド・シー（シュー・ホン）
- 美しい湖の底（ビリー）
- ガン・シティ〜動乱のバルセロナ〜（ベルトラン）
- サイバー・ストーカー
- シニアイヤー（ブレイン）
- スター・ウォーズ/最後のジェダイ
- ステップ・アップ2:ザ・ストリート（チェイス〈ロバート・ホフマン〉）
- Slamma Jamma（テイ）
- ソルジャーズ 連合軍を救った男たち（ヨーキー〈マット・ウィリス〉）
- ティーン・ビーチ・ムービー
- ディバイナー　戦禍に光を求めて
- 逃亡地帯（ジェイク）
- 時の面影（ローリー・ローマックス〈ジョニー・フリン〉）
- ネイキッド（ドリル）
- ハード・パニッシャー（ダニー）
- ハリウッド・スキャンダル（ルドルフ）
- ハリエットのスパイ大作戦
- パーフェクト・ルーム（フィリップ・ウィリアムズ〈マティアス・スーナールツ〉）
- ファイナル・ゲーム（マルキーズ）
- ぼくたちのチーム（コナー）
- PAN 〜ネバーランド、夢のはじまり〜[24]
- ふたりの女王 メアリーとエリザベス（ダドリー）
- ルノワール　陽だまりの裸婦（モーリス）

#### テレビドラマ
- アイ・ラブ・ディック
- アンブレイカブル・キミー・シュミット
- I-Land 戦慄の島（ブロディ）
- ザ・ウィドウ〜真実を求めて〜（エマニュエル）
- ウォンテッド!ローラ&チェルシー（ゲイリー）
- エクソシスト 孤高の悪魔 シーズン2（ジョーディー）
- エレクトリック・ドリームズ
- カウンターパート/暗躍する分身（ミカエル）
- KILLJOYS/銀河の賞金ハンター
- クラリス
- キリング・イヴ（マックス）
- クリミナル・マインド FBI行動分析課（ティム・アルドリッジ）
- クワンティコ/FBIアカデミーの真実
- 刑事フォイル エルサレムの悲劇（ニコラス・グリーンフェルド）
- GOTHAM/ゴッサム（ビクター・ザーズ）
- THE KILLING/キリング
- ザ・ウィドウ 〜真実を求めて〜（エマニュエル〈ジャッキー・イド〉）
- COLONY
- CSI:サイバー
- シーズ・ガッタ・ハヴ・イット（グリア・チャイルズ）
- ジ・アメリカンズ 極秘潜入スパイ（ジャクソン）
- シカゴ P.D.（ケビン・アトウォーター〈ラロイス・ホーキンズ〉）
- シカゴ・ファイア（ジャック・ネスビット〈エリック・メビウス〉）
- 11.22.63
- SCORPION/スコーピオン
- スタン・リーのラッキーマン
- ダムネーション
- チャンピオンズ 〜おかしな同居生活〜（マシュー）
- ティック〜運命のスーパーヒーロー〜
- デアデビル
- デイ・アフターZ（スチョーパ）
- ドリー・パートンのハートフル・ソング（リンカーン・ダラハイド）
- トロイ伝説: ある都市の陥落（トロイロス）
- ナウ・アポカリプス 〜夢か現実か!? ユリシーズと世界の終わり（フォード・ハルステッド）
- 西海岸捜査ファイル グレイスランド
- ハイスクール・ニンジャ
- HAWAII FIVE-0（ブライアン）
- 火の女神ジョンイ（ケンゾウ）
- ヒール：レスラーズ（エース・スペード〈アレクサンダー・ルドウィグ〉）
- BULL / ブル 法廷を操る男（ケンドリック・ゴーマン、タイラー・ヤング、ダリウス・ランバート）
- BONES（マーク・コバック）
- YOU -君がすべて-（ゲイブ〈チャーリー・バーネット〉）
- ザ・ルーキー　40歳の新米ポリス!?(ストーク）
- レガシーズ（ラファエル〈ペイトン・アレックス・スミス〉）
- 私はラブ・リーガル
- ワルノリ!どっきりギャング
- ワン・ミシシッピ 〜ママの生きた道、ワタシの生きる道〜（フランク、ジャック）

#### アニメ
- スター・ウォーズ：テイルズ・オブ・ジェダイ（尋問官）
- スター・ウォーズ 反乱者たち
- LEGO スター・ウォーズ/フリーメーカーの冒険

### ボイスオーバー
- プロジェクト・ランウェイ（エドモンド・ニュートン）

### ナレーション
- 野生に生きる

### CM
- TOKYO FM

### シリーズ一覧
1. ↑  第1期（2016年）、第2期（2017年）、第3期（2018年）、第4期（2019年 - 2020年）、第5期（2021年）、第6期（2022年 - 2023年）、第7期（2024年）
2. ↑  Season 2（2017年）、Season 3 Part 1（2018年）、Season 3 Part 2（2019年）、The Final Season Part 1（2020年）、The Final Season Part 2（2022年）、The Final Season 完結編（後編）（2023年）